# The Park
The Park est un jeu vidéo d'aventure de type survival horror en vue à la première personne, développé par Funcom. Le jeu est sorti le 27 octobre 2015 sur la plateforme en ligne Steam puis sur PlayStation 4 et Xbox One en mai 2016. Il est à noter que le jeu n'a pas été traduit ni sous-titré dans une autre langue que l'anglais.

## Histoire
Lorraine est une mère célibataire à la recherche de son fils Callum, qui s'est enfui dans un parc d'attraction juste avant sa fermeture. Bien qu'elle puisse entendre son fils l'appeler, Lorraine est incapable de le localiser et se retrouve elle-même enfermée dans le parc. De plus le protagoniste est sans défense.

## Réception critique
Le jeu a obtenu la note de 66% sur le site américain Metacritic. Seule la version PC ayant été testée. Le site Jeuxvideo.com lui a attribué la note de 7/20 indiquant que le jeu est une « grosse déception, moche et ennuyeuse. L'histoire ne tient pas vraiment debout et a déjà été vue et revue. » Le site relève toutefois que la bande son est de bonne qualité. 
Le jeu a surtout été critiqué pour sa durée de vie (1h30 environ) et son prix paraissant excessif. (12.99 euros)